# Grimskär

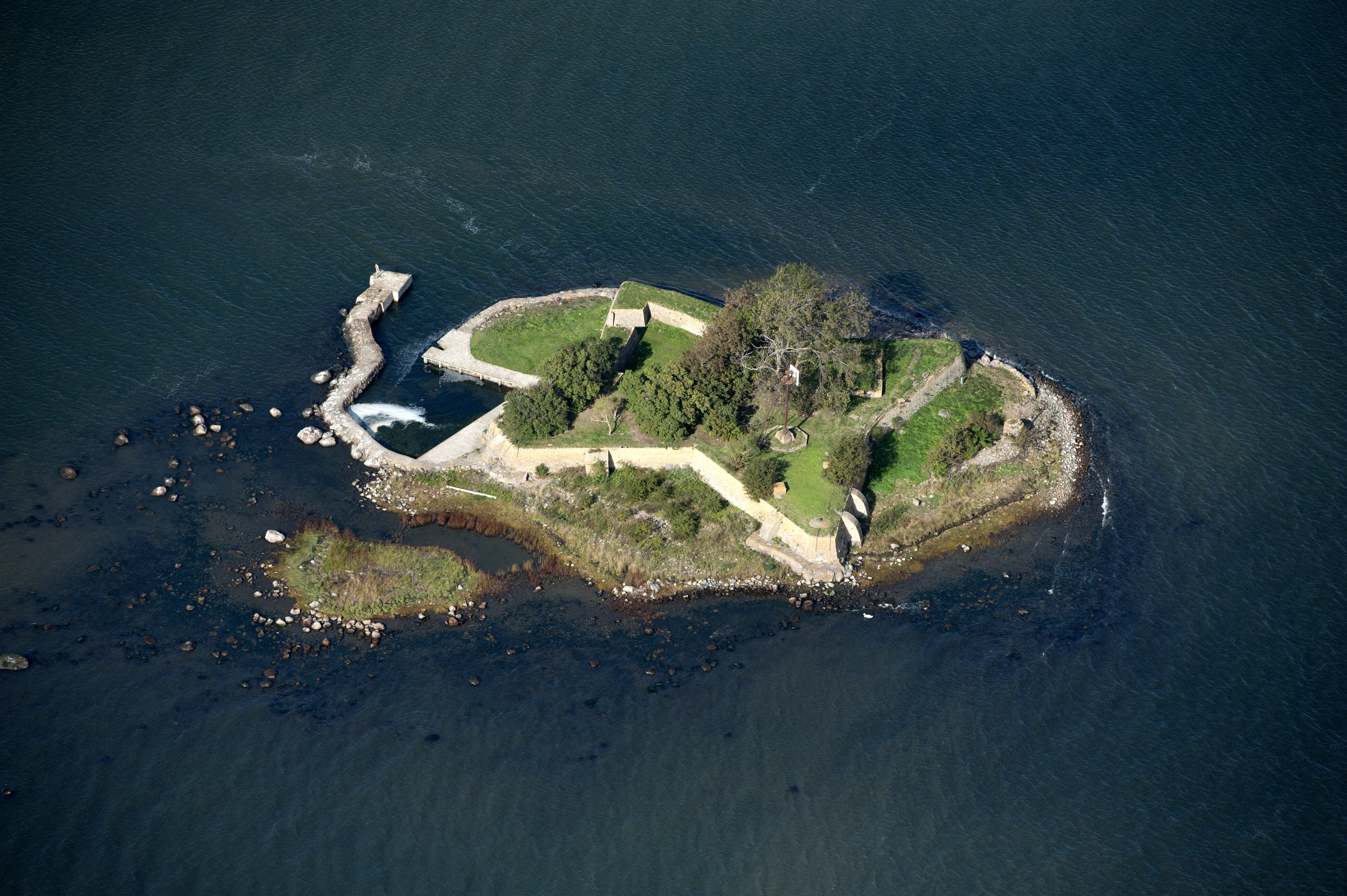
Grimskär.

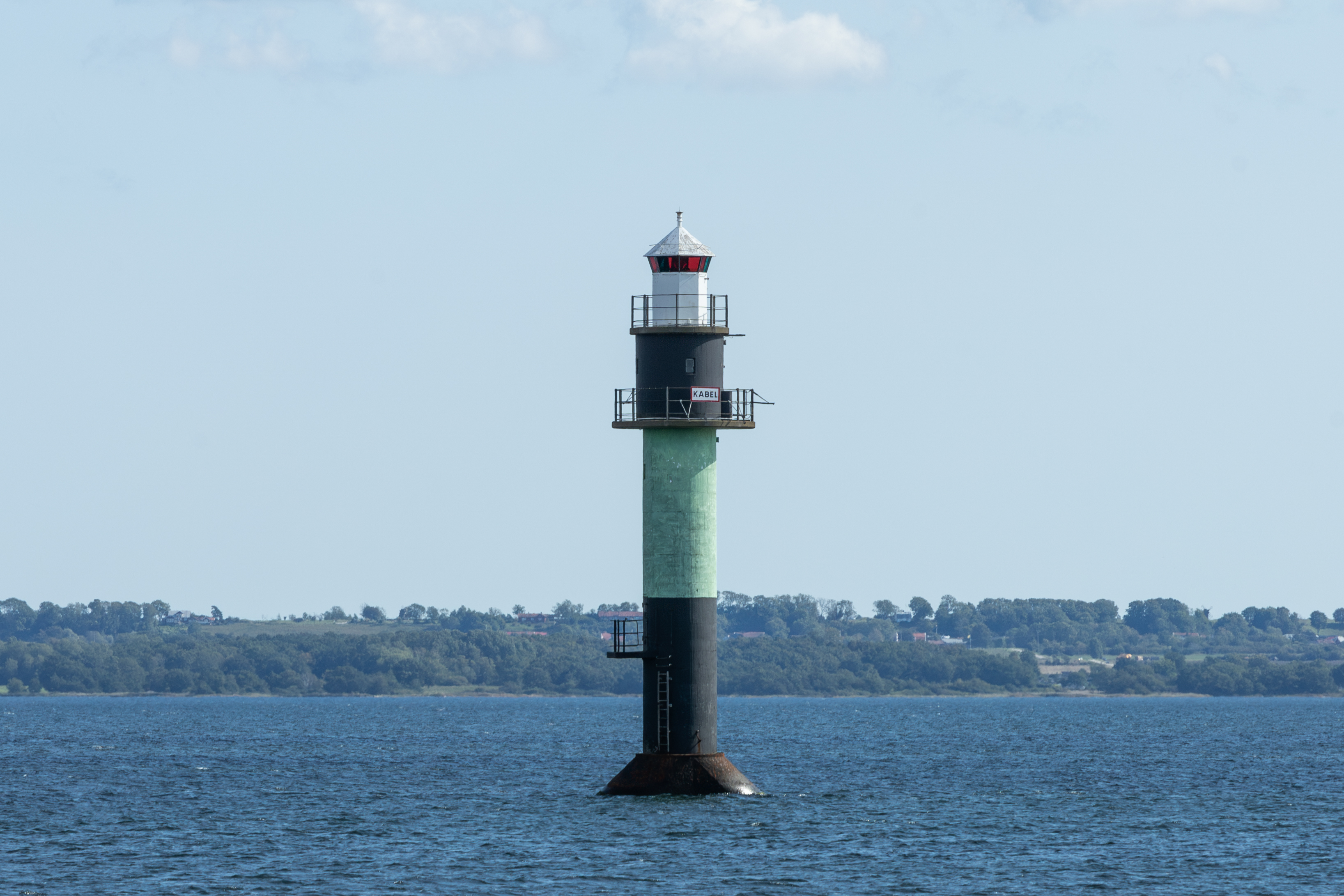
Skansgrundet, fyren som ersatte Grimskär.

Grimskär är en mindre holme i Kalmarsund utanför Kalmar. Tidigare kallades ön Stegelholmen och var sannolikt en avrättningsplats där brottslingar steglades, det vill säga fästes på ett hjul på en påle, i avskräckande syfte. Namnet Grimskär lär komma från ett inseglingsmärke i form av ett grinande huvud på en påle. 

## Grimskärs skans
På Grimskär uppfördes 1611–1623 en skans, vilken i 1611 års krig under överste Lars Bubbs befäl verksamt hindrade danska flottans rörelser. Den byggdes ut 1685–1696, då alla hörn försågs med batterier och förstärktes ytterligare 1743–1745 och åren 1794–1795 byttes batterierna av trä ut mot stenkonstruktioner. Anläggningen dömdes ut 1822 och blev därefter en lots- och fyrplats. Skansens skadade murar finns fortfarande kvar. Redan den 25 januari 1935 blev skansen ett statligt byggnadsminne.
1943 anlades en underjordisk minstation under skansen. Stationen hade 11 mans besättning som samsades på 50 m². Minorna var utlagda i Kalmarsund och färjan mellan Kalmar och Färjestaden passerade dagligen, besättningen ovetande om denna minering, tills den sista färjan avgick den 30 september 1972, samma dag som Ölandsbron invigdes. Bernt Ohlson var chef för minstationen mellan 1965 och 1985. Minstationen avvecklades 1988.

## Lots- och fyrplats
På holmen uppfördes 1837 en fyr. År 1851 var Nils Gustaf von Heidenstam ansvarig för anläggandet av fyrplatsen Grimskär. Denna byggdes om och ändrades 1865 och 1879 till en kombinerad fyr- och lotsutkik. Lotsverksamheten lades ner 1931. Det gamla fyrtornet och lotsbyggnaderna revs 1941, då en ny fyr i Kalmarsund ersatte den.